# El Kory Ould Abdel Mola
El Kory Ould Abdel Mola (Tamchakett, 1950) es un político de Mauritania, Ministro consejero de la Presidencia del Alto Consejo de Estado en el gobierno bajo control militar surgido tras el golpe de Estado del 6 de agosto de 2008.
Máster en periodismo por la Universidad de Argel, trabajó en el diario Chaab, donde llegó a ser redactor jefe y jefe de la oficina de prensa del Servicio Nacional de Información de Mauritania, antecedente de la Agencia Mauritana de Información.
El Consejo Nacional de la Unión de Trabajadores de Mauritania (UTM) eligió el 31 de marzo del 2022 en Nuakchot Oeste al Sr. El Kory Ould Abdel Mola como su nuevo Secretario General.